# Tjärnbergsheden
 Tjärnbergsheden är ett naturreservat i Skellefteå kommun i Västerbottens län.
Området är naturskyddat sedan 1995 och är 99 hektar stort. Reservatet består i söder av myrar och sumpskog. I öster finns hällmark glest bevuxet med låga tallar och norr därom tallskog. I mitten och nordväst finns det granskog.